# Nerocila blainvillei
Nerocila blainvillei es una especie de crustáceo isópodo marino del género Nerocila, familia Cymothoidae. Fue descrita científicamente por el zoólogo y biólogo marino inglés William Elford Leach en 1818.

## Distribución
Esta especie se encuentra en Australia, Mozambique y el norte del océano Atlántico.